# 10 أبريل
- السبت
- الأحد
- الاثنين
- الثلاثاء
- الأربعاء
- الخميس
- الجمعة

- 2929 رمضان 1446  هـ
- 301 شوال 1446  هـ
- 312 شوال 1446  هـ
- 13 شوال 1446  هـ
- 24 شوال 1446  هـ
- 35 شوال 1446  هـ
- 46 شوال 1446  هـ
- 57 شوال 1446  هـ
- 68 شوال 1446  هـ
- 79 شوال 1446  هـ
- 810 شوال 1446  هـ
- 911 شوال 1446  هـ
- 1012 شوال 1446  هـ
- 1113 شوال 1446  هـ
- 1214 شوال 1446  هـ
- 1315 شوال 1446  هـ
- 1416 شوال 1446  هـ
- 1517 شوال 1446  هـ
- 1618 شوال 1446  هـ
- 1719 شوال 1446  هـ
- 1820 شوال 1446  هـ
- 1921 شوال 1446  هـ
- 2022 شوال 1446  هـ
- 2123 شوال 1446  هـ
- 2224 شوال 1446  هـ
- 2325 شوال 1446  هـ
- 2426 شوال 1446  هـ
- 2527 شوال 1446  هـ
- 2628 شوال 1446  هـ
- 2729 شوال 1446  هـ
- 2830 شوال 1446  هـ
- 291 ذو القعدة 1446  هـ
- 302 ذو القعدة 1446  هـ
- 13 ذو القعدة 1446  هـ
- 24 ذو القعدة 1446  هـ

10 أبريل أو 10 نيسان أو يوم 10 \ 4 (اليوم العاشر من الشهر الرابع) هو اليوم المئة (100) من السنة البسيطة، أو اليوم الأول بعد المئة (101) من السنوات الكبيسة وفقًا للتقويم الميلادي الغربي (الغريغوري). يبقى بعده 265 يوما لانتهاء السنة.

## أحداث
- 1657 - توكوغاوا ميتسوكوني يؤسس معهد للتحرير في إيدو وميتو ويبدأ بكتابة تاريخ اليابان.
- 1834 - صدور الميثاق الملكي الإسباني الذي بموجبه أُنشئَ البرلمان الإسباني (الكورتيس).
- 1928 - إجراء أول انتخابات تشريعية في سوريا لتشكيل جمعية تأسيسية لوضع دستور للبلاد. جرت المرحلة الثانية من الانتخابات في 24 نيسان وفازت بها الكتلة الوطنية.
- 1941 - القوات الألمانية بقيادة المشير إرفين رومل تنجح بالاستيلاء على مدينة سرت الليبية وتطرد القوات البريطانية منها.
- 1946 - عقد أول انتخابات في اليابان بعد الحرب العالمية الثانية، وكان من نتائجها فوز 39 امرأة.
- 1957 - الحكومة الأردنية برئاسة سليمان النابلسي تقدم استقالتها للملك حسين بسبب تصادم الرؤى بينهم حول السعي للانضمام إلى حلف بغداد.
- 1959 - زواج ولي العهد الياباني الأمير أكيهيتو من ميتشيكو شودا.
- 1960 - مجلس الشيوخ الأمريكي يقر قانونًا للحقوق المدنية شكل علامة مهمة في طريق كفاح الزنوج من أجل الحصول على كافة الحقوق والحريات باعتبارهم مواطنين في الولايات المتحدة.
- 1965 - سقوط طائرة مدنية تابعة للخطوط الملكية الأردنية غرب دمشق في منطقة الحدود السورية-اللبنانية. كانت الطائرة في رحلة من عمّان إلى بيروت، وقد قتل جميع ركابها وعددهم 54.
- 1970 - المغني بول مكارتني يعلن عن انفصاله عن فرقة البيتلز.
- 1972 - الولايات المتحدة والاتحاد السوفيتي وسبعون دولة أخرى يوقعون على المعاهدة الدولية لحظر الأسلحة البيولوجية أو الجرثومية.
- 1973 - إسرائيل تغتال كمال ناصر وكمال عدوان وأبو يوسف النجار فيما عرف باسم عملية فردان.
- 1988 - اكتمال الأعمال في جسر سيتو أوهاشي الذي يربط جزيرة هونشو مع جزيرة شيكوكو، وهو أطول جسر مزدوج الاستخدام للسيارات والقطارات في العالم.
- 1998 - التوقيع على اتفاق بلفاست بين الحكومة البريطانية وجمهورية أيرلندا والأحزاب في أيرلندا الشمالية.
- 2003 - اغتيال الزعيم الشيعي عبد المجيد الخوئي أثناء وجوده في الصحن الحيدري في النجف، والولايات المتحدة تتهم مقتدى الصدر بتدبير عملية الاغتيال.
- 2009 - الإعلان عن فوز الرئيس الجزائري عبد العزيز بوتفليقة بفترة رئاسية جديدة بعد حصوله على 90.24% من الأصوات في الانتخابات التي جرت في اليوم السابق، والأمين العام لحزب العمال الجزائري لويزة حنون تحل ثانيًة بنسبه 4.22% من الأصوات.
- 2010 - تحطم طائرة تقل رئيس بولندا ليخ كاتشينسكي أثناء محاولتها الهبوط بالقرب من مطار مدينة سمولينسك أوبلاست في روسيا تؤدي إلى وفاته مع جميع مرافقيه وبينهم زوجته.
- 2016 - اندلاع حريق في معبد كولام في الهند يتسبب بمصرع أكثر من 100 شخص وإصابة 350 شخصاً آخرين.
- 2017 - محكمة عُرفيَّة حُكوميَّة پاكستانيَّة تحكم على الضابط البحري الهندي السَّابق كولبوشان ياداڤ بِالإعدام بِتُهمتيّ التجسسُ على پاكستان لِصالح المُخابرات الهنديَّة والتحريض على الإرهاب.
- 2019 - تليسكوب أفق الحدث يكشف عن أول صورة مباشرة لثقب أسود، الثقب الأسود فائق الكتلة M87*.
- 2021 - ريال مدريد يهزم برشلونة على ملعب ألفريدو دي ستيفانو المؤقت، وهذه هي المرة الأولى التي يخسر فيها مدرب لبرشلونة أول مباراتين في الكلاسيكو منذ عام 1980، وهي المرة الأولى التي يفوز فيها ريال مدريد بمباراتين متتاليتين في الذهاب والإياب في جميع المسابقات منذ عام 2017 في كأس السوبر الإسباني.
- 2022 - خروج المئات في احتجاجات في عدد من محافظات وسط وجنوب العراق بعد دعوة المرجع الشيعي محمود الحسني الصرخي إلى هدم المراقد الدينية المشيدة في البلاد.

## مواليد
- 1512 - الملك جيمس الخامس، ملك اسكتلندا.
- 1887 - برنارد هوساي، عالم فيزيولوجيا أرجنتيني حاصل على جائزة نوبل في الطب عام 1947.
- 1897 - إريك نايت، كاتب أدب أطفال إنجليزي.
- 1910 - عمر أبو ريشة، شاعر سوري.
- 1917 - روبرت وودورد، عالم كيمياء أمريكي حاصل على جائزة نوبل في الكيمياء عام 1965.
- 1927 - مارشال نيرنبرغ، عالم كيمياء حيوية أمريكي حاصل على جائزة نوبل في الطب عام 1968.
- 1929 - ماكس فون سيدو، ممثل سويدي.
- 1931 - أغنيس ماري منصور، راهِبة كاثوليكية أَمريكية من أصل لُبناني.
- 1932 - عمر الشريف، ممثل مصري.
- 1940 - نوال أبو الفتوح، ممثلة مصرية.
- 1945 - مها الصالح، ممثلة ومخرجة سورية.
- 1948 - عبد القادر الأسود، شاعر وصوفي وملحن سوري.
- 1952 - ستيفن سيغال، ممثل أمريكي.
- 1959 - سمير الناصر، ممثل سعودي.
- 1961 - نيكي كامبل، مذيع بريطاني.
- 1970 - منال سلامة، ممثلة مصرية.
- 1973 - روبرتو كارلوس، لاعب كرة قدم برازيلي.
- 1976 - صبا مبارك، ممثلة أردنية.
- 1982 -
  - تشيلر لاي، ممثلة أمريكية.
  - مي نور الشريف، ممثلة مصرية.
- 1984 - ماندي مور، مغنية وممثلة أمريكية.
- 1986 -
  - عائشة تاكيا، ممثلة هندية.
  - فرناندو غاغو، لاعب كرة قدم أرجنتيني.
  - فينسنت كومباني، لاعب كرة قدم بلجيكي.
- 1990 -
  - لولينيا، لاعب كرة قدم برازيلي.
  - بين أموس، حارس مرمى كرة قدم إنجليزي.
- 1992 - ساديو ماني، لاعب كره قدم سنغالي.

## وفيات
- 1223 - فخر الدين الأزجي، عالم مسلم وفقيه حنبلي وشاعر عربي عراقي.
- 1585 - البابا غريغوريوس الثالث عشر، بابا الكنيسة الرومانية الكاثوليكية.
- 1931 - جبران خليل جبران، شاعر أمريكي من أصل لبناني وأحد شعراء المهجر.
- 1958 - روز اليوسف، ممثلة وصحفية لبنانية.
- 1973 -
  - كمال ناصر، شاعر ومناضل فلسطيني.
  - كمال عدوان، سياسي فلسطيني.
  - أبو يوسف النجار، سياسي فلسطيني.
- 1979 - نينو روتا، موسيقي إيطالي.
- 1992 - بيتر ميتشل، عالم كيمياء بريطاني حاصل على جائزة نوبل في الكيمياء عام 1978.
- 2003 - عبد المجيد الخوئي، رجل دين شيعي عراقي.
- 2006 - محمد الفيتوري، سياسي وحقوقي تونسي.
- 2007 - نوال أبو الفتوح، ممثلة مصرية.
- 2009 - السيد راضي، ممثل ومخرج مصري.
- 2010 - ليخ كاتشينسكي، رئيس بولندا.
- 2020 - عبد الرحمن أبو القاسم، ممثل فلسطيني.
  - رفعة الجادرجي، مهندس معماري وفنان تشكيلي عراقي.

## أعياد ومناسبات
- يوم وليام الأوكامي.

## وصلات خارجية
- وكالة الأنباء القطريَّة: حدث في مثل هذا اليوم.
- النيويورك تايمز: حدث في مثل هذا اليوم.
- BBC: حدث في مثل هذا اليوم.